# George Raynor
George S. Raynor, né le 13 janvier 1907 à Wombwell (Yorkshire) en Angleterre et mort le 24 novembre 1985, est un joueur de football britannique devenu entraîneur de football par la suite.

## Biographie
Il a été le sélectionneur de l'équipe de Suède lors du titre olympique de 1948, lors de la Coupe du monde 1950, lors des Jeux olympiques de 1952 et surtout lors de la Coupe du monde 1958, où la Suède termina finaliste du tournoi.
En 1954, il devient le directeur technique du club italien de la Juventus Football Club.
Il est incarné par Colm Meaney dans le film Pelé : Naissance d’une légende de Jeff Zimbalist et Michael Zimbalist sorti en 2016.